# デビッド・リリエンソール
デビッド・リリエンソール (David Eli Lilienthal, 1899年7月8日-1981年1月15日) は、
アメリカ合衆国の法律家、テネシー川流域開発公社を率いたことでよく知られる。
第2次世界大戦後には、AEC (アメリカ原子力委員会) の委員長に任命される（任期:1946年～1950年）。ハーバード・ロー・スクール出身。
1951年米国科学アカデミーより公共福祉メダル受賞。
| スタブアイコン | サブスタブ | この項目は、まだ閲覧者の調べものの参照としては役立たない、人物に関連した書きかけの項目です。この項目を加筆・訂正などしてくださる協力者を求めています（P:人物伝/PJ:人物伝）。 |